# Lambourn
Lambourn – wieś w Anglii, w hrabstwie ceremonialnym Berkshire, w dystrykcie (unitary authority) West Berkshire. Leży 40 km na zachód od centrum miasta Reading i 98 km na zachód od centrum Londynu. W 2001 miasto liczyło 4017 mieszkańców.